# 贝菲亚
贝菲亚（法語：Beffia，法語發音：[befja]）是法国汝拉省的一个市镇，属于隆斯勒索涅区。

## 地理
贝菲亚（46°31'33"N, 5°32'52"E）面积5.17 平方千米，位于法国勃艮第-弗朗什-孔泰大區汝拉省，该省份为法国东部内陆省份，北起上索恩省，西北接科多尔省，西临索恩-卢瓦尔省，南至安省，东与杜省和瑞士接壤。
与贝菲亚接壤的市镇（或旧市镇、城区）包括：雷图斯、沙韦里亚、穆托讷、罗托奈、拉沙约斯。

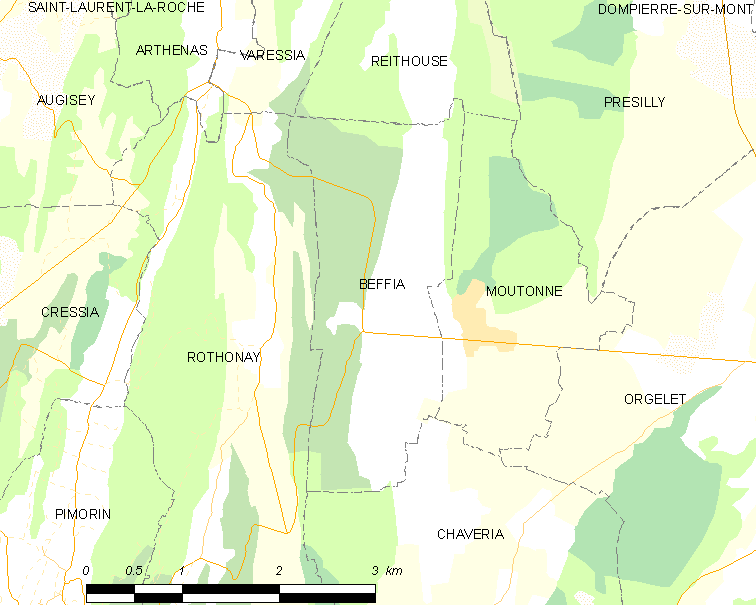
贝菲亚的OSM定位图

贝菲亚的时区为UTC+01:00、UTC+02:00（夏令时）。

## 行政
贝菲亚的邮政编码为39270，INSEE市镇编码为39045。

## 政治
贝菲亚所属的省级选区为穆瓦朗昂蒙塔涅县。

## 人口

1962-2008年间贝菲亚人口变化图示

贝菲亚于2022年1月1日时的人口数量为83人。